# Kamokej
Kamokej – miasto w Pakistanie, w prowincji Pendżab. Według danych szacunkowych na rok 2007 liczy 215 274 mieszkańców. Ośrodek przemysłowy.